# Halterofília als Jocs Olímpics d'estiu de 1920
Als Jocs Olímpics de 1920 celebrats a la ciutat d'Anvers (Bèlgica) es disputaren cinc proves d'halterofília, totes elles en categoria masculina. Aquest esport retornà a la competició oficial després de la seva absència en els Jocs Olímpics de Londres 1908 i d'Estcolm 1912 i totes les proves realitzaren la seva competició el dia 29 d'agost de 1920.

## Resum de medalles
| Prova                            | Or              | Plata             | Bronze            |
| Pes ploma – 60 kg detalls        | Frans De Haes   | Alfred Schmidt    | Eugène Ryther     |
| Pes lleuger – 67.5 kg detalls    | Alfred Neuland  | Louis Williquet   | Florimond Rooms   |
| Pes mitjà – 75 kg detalls        | Henri Gance     | Pietro Bianchi    | Albert Pettersson |
| Pes semipesant – 82,5 kg detalls | Ernest Cadine   | Fritz Hünenberger | Erik Pettersson   |
| Pes pesant + 82,5 kg detalls     | Filippo Bottino | Joseph Alzin      | Louis Bernot      |

## Medaller
| Posició | País      | Or | Argent | Bronze | Total |
| 1       | França    | 2  | 0      | 1      | 3     |
| 2       | Bèlgica   | 1  | 1      | 1      | 3     |
| 3       | Estònia   | 1  | 1      | 0      | 2     |
| 3       | Itàlia    | 1  | 1      | 0      | 2     |
| 5       | Suïssa    | 0  | 1      | 1      | 2     |
| 6       | Luxemburg | 0  | 1      | 0      | 1     |
| 7       | Suècia    | 0  | 0      | 2      | 2     |